# SC (航空機)
SC シーホーク
Curtiss　SC Seahawk
- 用途：観測機
- 分類：水上機
- 製造者：カーチス・ライト
- 運用者： アメリカ合衆国（アメリカ海軍）
- 初飛行：1944年2月16日
- 生産数：577機
- 運用開始：1944年
- 退役：1949年

SCシーホーク（Seahawk：ミサゴの通称）は太平洋戦争末期に登場した、カーチス・ライト社の開発したアメリカ海軍の艦載単葉単発単座水上観測機である。
水上機としては破格の高性能を発揮した機体であるが、登場時すでに大型戦闘艦に搭載される水上観測機の時代は終わりを迎えており、この機種の掉尾を飾ることになった。
- この時期に採用された幾つかの機体同様、かつてのカーチス・モデル31 (CS/SC) と同一型番が与えられているため、形式番号が重複しているので注意されたい。

## 概要
本機は同種の任務に就くOS2U　キングフィッシャーやSOC　シーガルの後継機として計画された。本来の両機の後継としては同じカーチス・ライト社のSO3C　シーミューが存在するが、SO3Cが性能的に思わしくなかったため、改めてSO3Cの実戦配備とほぼ同じ時期である1942年6月に、これら3機種の性能を上回り、かつ単座の新型水上観測機の要求が出されたものである。

## 開発・運用
上述のように急ぎ立ち上げられた開発計画であったが、発動機に1,350馬力という、先行する3機種の2～3倍の出力を持つR-1820-62を選択したことによって本機の開発は順調に進み、試作機XSC-1は1944年2月16日に初飛行し、期待通りの高性能を示した。
本機は、既存の水上観測機とすべて交替すべく、初飛行前の1943年6月にはSC-1として500機が発注され、さらにその後450機の追加発注がなされたが、太平洋戦争の終結により生産は577機にとどまった。
初配備は1944年10月22日、配備先は新造された大型巡洋艦グアム（CB-2）であった。
SC-1は水上機としては十二分に過ぎるほどの性能を持っていた機体ではあったが、第二次世界大戦が終結すると海軍航空の主力は航空母艦搭載の艦上機にほぼ完全に移っており、水上艦艇に搭載する艦載機としてもヘリコプターの実用化によって意義を失い、1940年代の末にはアメリカ海軍における水上観測機の装備廃止と共に全機が退役した。

## 機体
全金属製の機体に折り畳み可能な主翼を備えた主フロートと2つの補助フロートを持つスマートな機体であり、大きなエンジン馬力は水上戦闘機としても充分な性能を持つものであった（但し、開発時の性能要求に水上戦闘機としての能力は求められていない）。

観測機であるが単座機であるために自動操縦装置が装備されていたが、不具合が多いために実際に自動操縦で飛行することは基本的になかったとされている。現場からは「ただのデッドウェイトでしかない」と不評であったが、機体の性格上必須であるとして搭載は継続され、自動操縦装置を外す改良はなされていない。

単座機ではあるが操縦席直後には1～2名を収容できる空間があり、折りたたみ式の小型ベッドが設置されて救難などの任務に備えている。
固定武装としては両主翼内にM2 ブローニング 12.7mm機関銃2挺を装備し、約300kgまでの爆装が可能だった。主フロート内には爆弾倉が設けられているが、実際に爆弾が搭載された例はほとんどなく、爆弾倉は主に増加燃料タンクを搭載して増設燃料庫として用いられた。

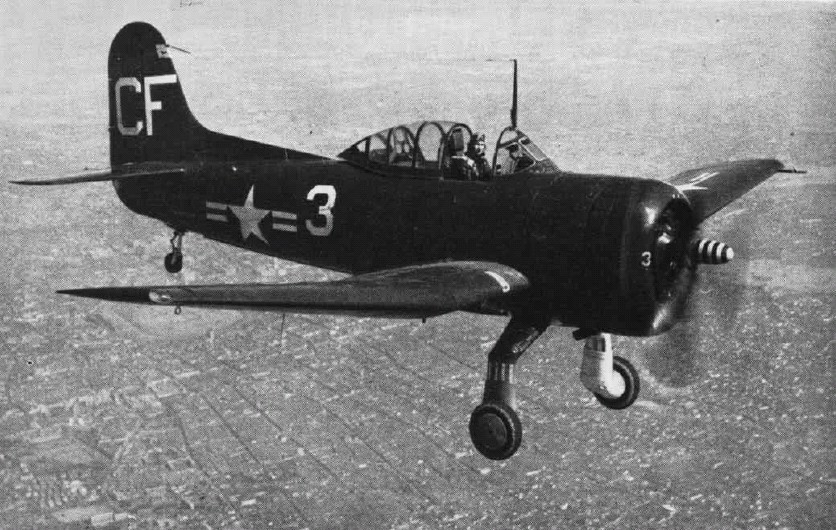
固定脚を装着した状態のSC-1

アメリカ海軍の伝統に則り、本機もフロートを固定脚に換装することにより陸上機としても運用可能である。出荷の際は陸上機として海軍基地までフェリー輸送され、そこで適宜フロートの取り付けが行われた。固定脚にはSO3Cの失敗を教訓として左右の脚に十分な間隔が取られている。
発動機を出力が若干向上したR-1820-76に換装し、操縦席後ろに収納式の補助席を備えるなどの小改修を行ったXSC-2が試作された。量産型のSC-2は垂直尾翼とキャノピーが改良され、発注はされたものの10機が完成したのみであった。

## 諸元
（SC-1、フロート装着状態のもの）
- 全長：11.10 m
- 全幅：12.50 m
- 全高：5.50 m
- 主翼面積：26.01 m2
- 空虚重量：2,867 kg
- 全装備重量：4,082 kg
- 乗員：1 名

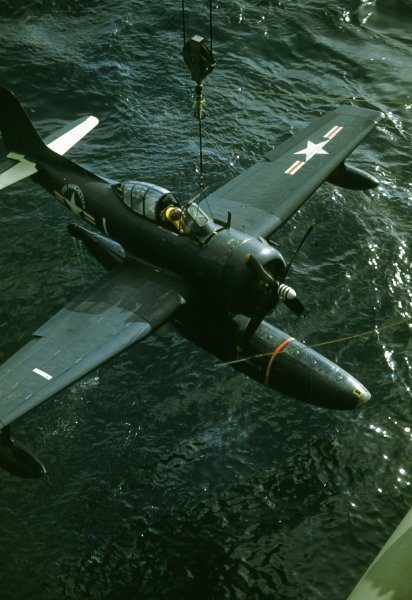
収容されるSC-1
クリーブランド級軽巡洋艦　CL-83　マンチェスターの搭載機
1947年頃の撮影

- 発動機：ライトR-1820-62　空冷星型単列9気筒　1,350 hp
- 最高速度：503.7 km/h
- 巡航速度：201 km/h
- 航続距離：1,006 km
- 実用上昇限度：9,770 m
- 武装
  - M2 ブローニング 12.7 mm機関銃×2
  - 325 lb（146 kg）爆弾×2